# 常在寺 (岐阜市)
常在寺（じょうざいじ）は、岐阜県岐阜市にある日蓮宗京都妙覚寺の旧末寺である。正式名は、鷲林山常在寺（しゅうりんざんじょうざいじ）。斎藤道三以後の斎藤氏3代の菩提寺として知られ、重要文化財に指定されている斎藤道三肖像画と斎藤義龍肖像画が所蔵されている。本尊は三宝尊。
1450年（宝徳2年）、美濃国守護代斎藤宗円の子で、土岐家守護代として事実上美濃国を支配していた斎藤妙椿が妙覚寺から世尊院日範を招き建立した。
その後、戦国時代に入ると、斎藤道三が妙覚寺の僧だった長井新左衛門尉の美濃国に築いた地位を基盤として、美濃国主となりこの寺に寺領を与え保護し、発展させた。斎藤道三と長井新左衛門尉が2代にわたり、美濃国を制する拠点とした寺である。

## 文化財
重要文化財
絹本著色斎藤道三像・斎藤義龍像

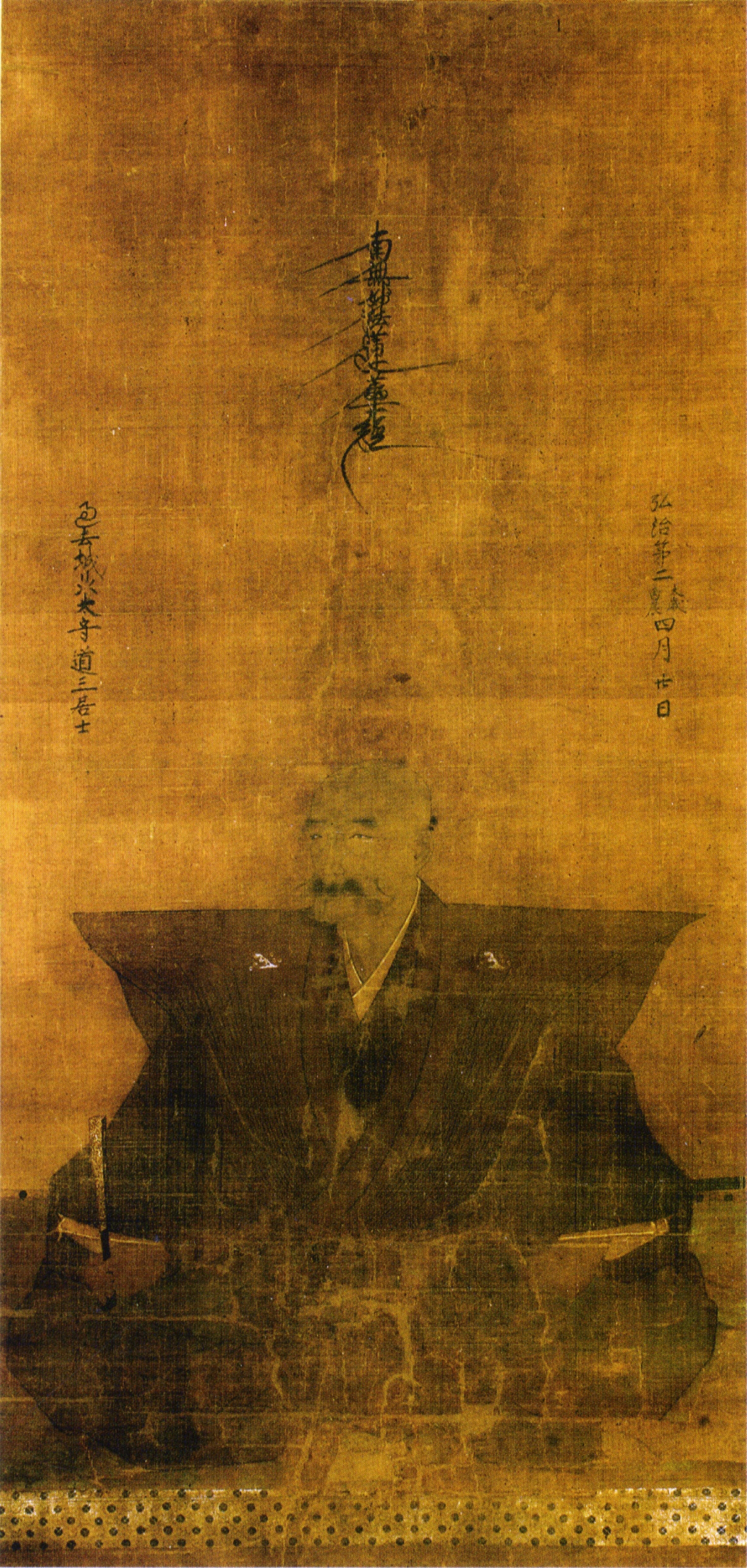
斎藤道三像
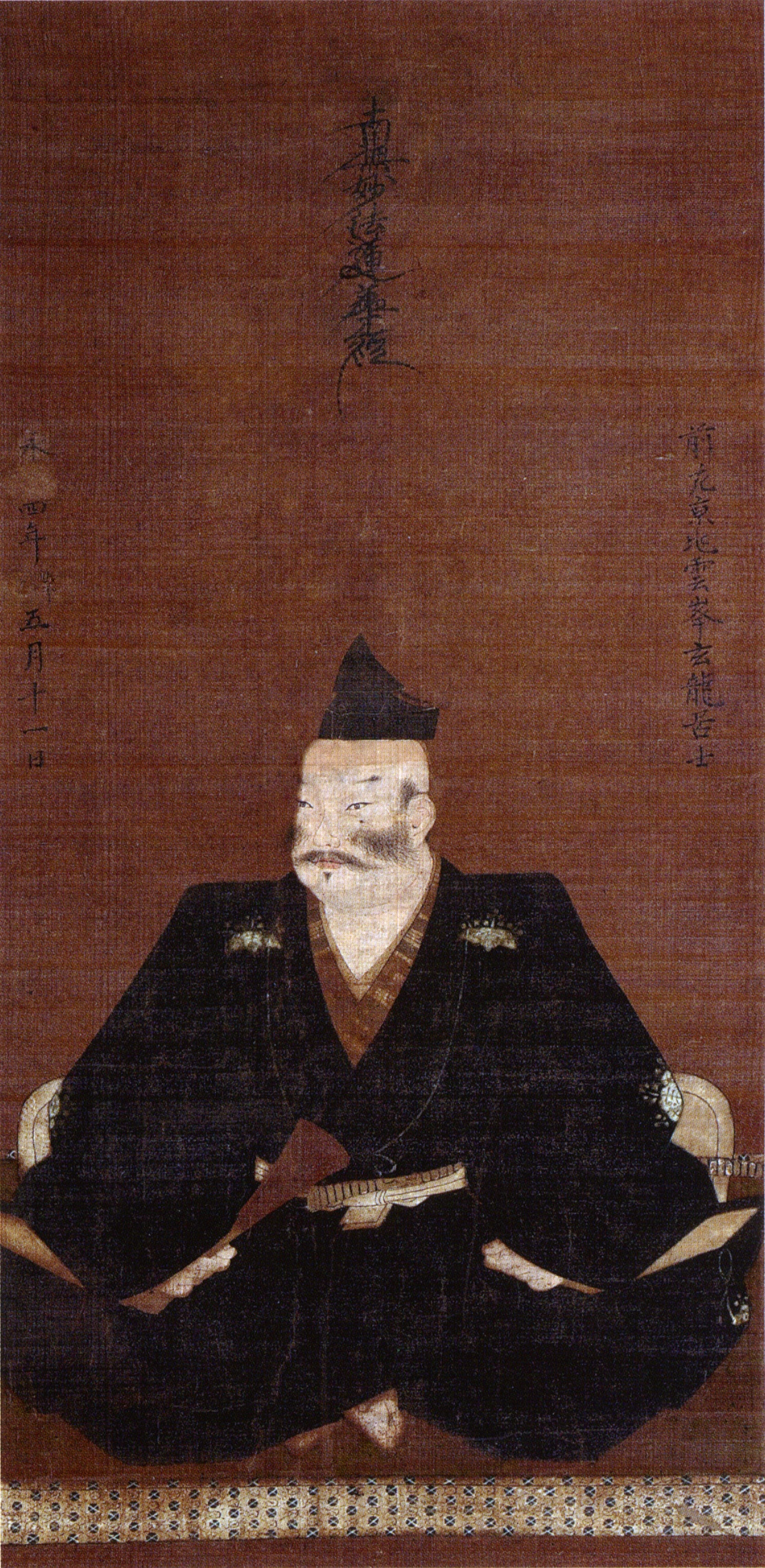
斎藤義龍像

## 拝観
基本的に年中無休だが寺行事がある時は拝観不可。
毎年4月第1土曜日には道三まつりに合わせ「斎藤道三公追悼法要」が営まれ、まつりの2日間は無料開放される。
時間
夏期 : 9:00 - 17:00
冬期 : 10:00 - 16:00
拝観料
大人150円
小人100円

## 周辺
- 岐阜大仏 | 正法寺
- 妙照寺
- 岐阜公園｜岐阜城｜日中友好庭園
- 川原町

## アクセス
岐阜駅及び名鉄岐阜駅より岐阜バスで岐阜公園、長良橋方面のバス（高富行き等）で「本町一丁」バス停下車徒歩3分。なお、岐阜駅及び名鉄岐阜駅に戻る場合、「大仏南・妙照寺前」バス停を利用する。常在寺、岐阜大仏-正法寺付近の道路が一方通行規制のため、上りと下りではバス停の位置が違う（常在寺と岐阜大仏-正法寺とは、徒歩2分ほどの距離）。

## 画像

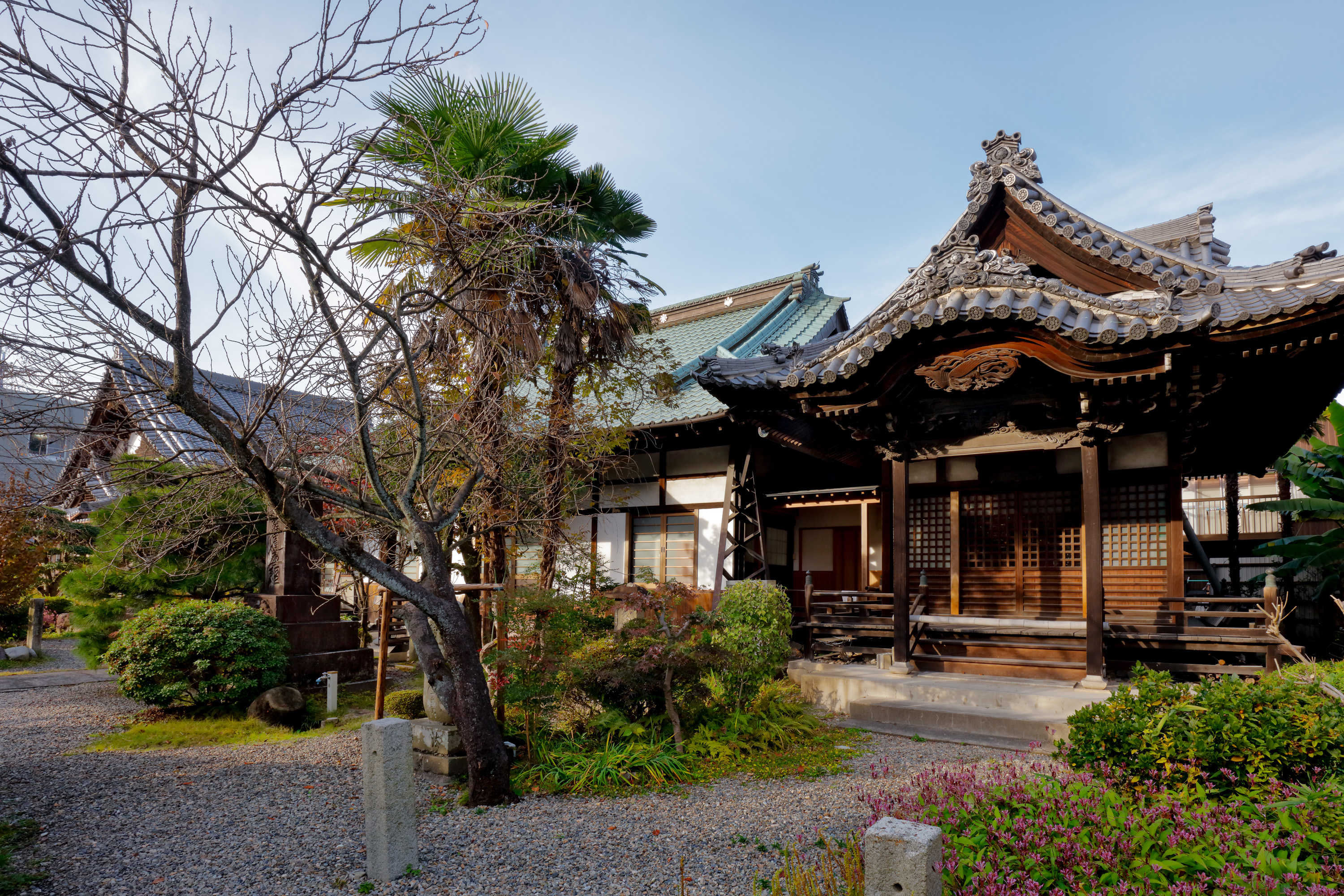
境内
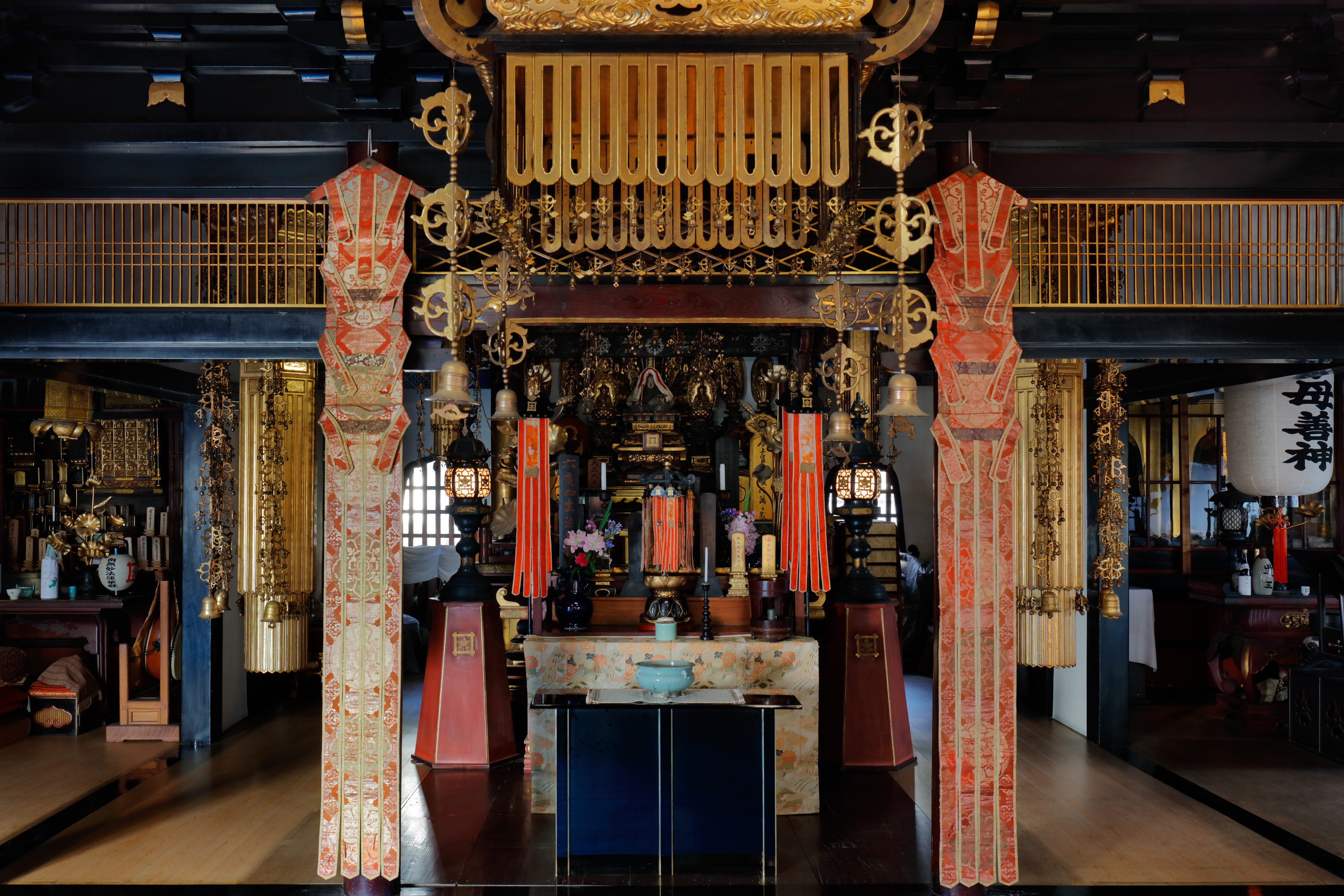
本堂
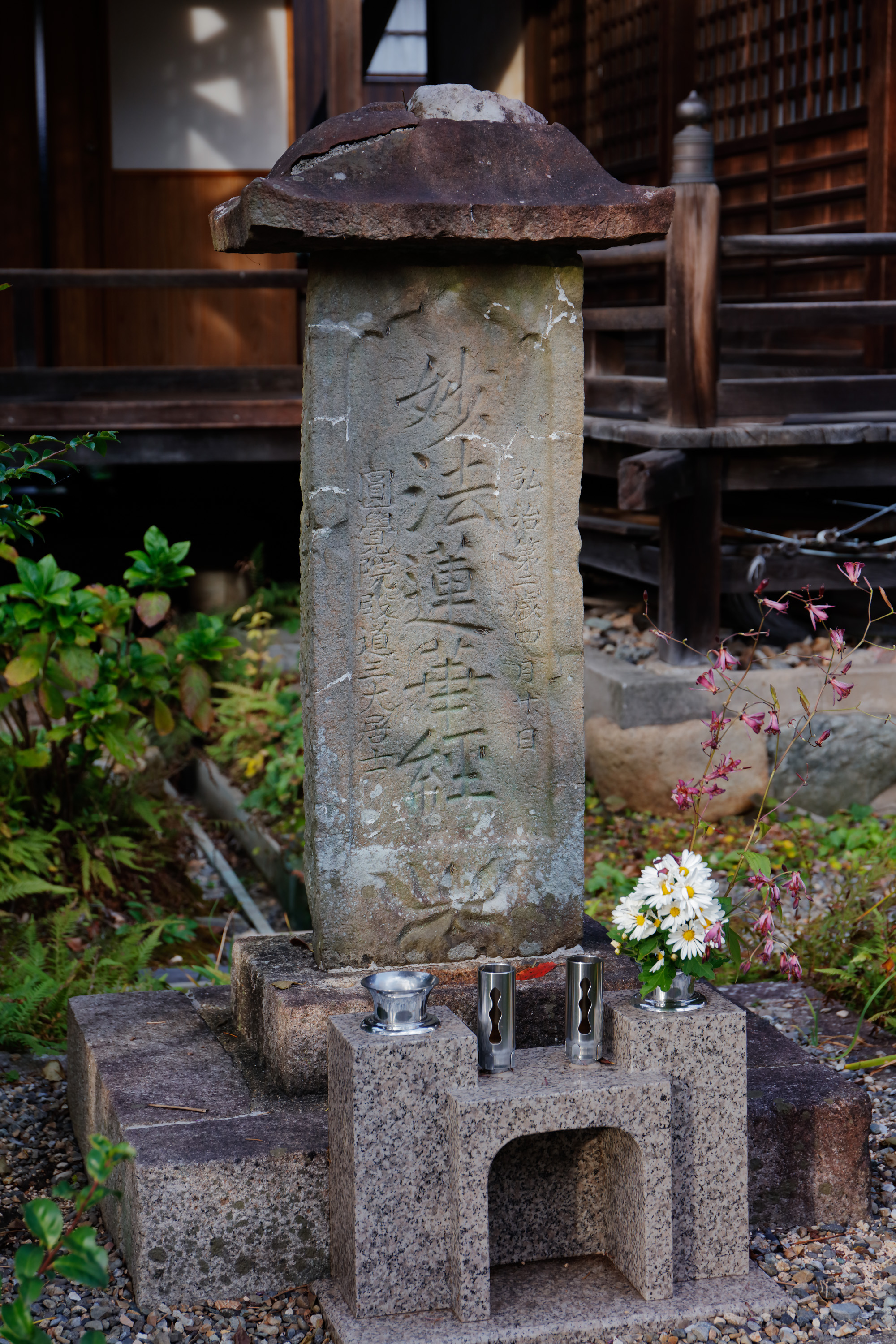
斎藤道三公供養碑
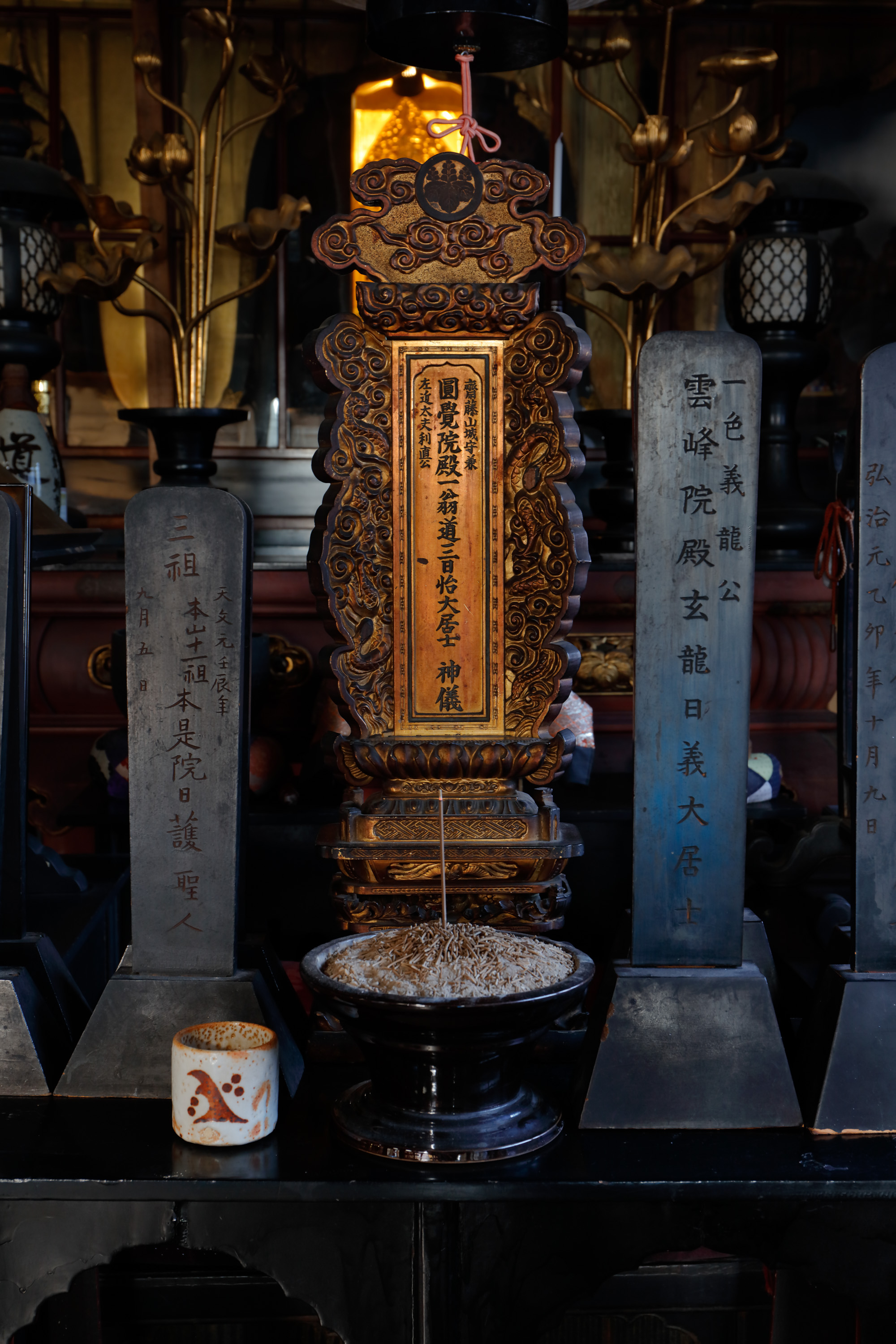
斎藤氏位牌